# Riccadonna (famiglia)
I Riccadonna (anche indicati in documenti antichi Richadona o Ricchadona) sono stati una nobile famiglia bolognese di parte geremea. Raggiunse il massimo del proprio prestigio tra la fine del XIII e l'inizio del XIV secolo, figurando infatti a quest'altezza cronologica tra le famiglie nobili più prestigiose della città di Bologna e attivi in diverse attività diplomatiche per la stessa città.

## Storia
Il primo membro conosciuto della famiglia è tale Arpinello Riccadonna che, nel corso del 1203, fu inviato come emissario presso le città di Parma e Cremona per indurle a sottomettersi alla città bolognese o quantomeno a non opporglisi. Un figlio di Arpinello poi, tale Aimerico, è ricordato negli annali per essere stato podestà di Mantova nel corso del 1234.

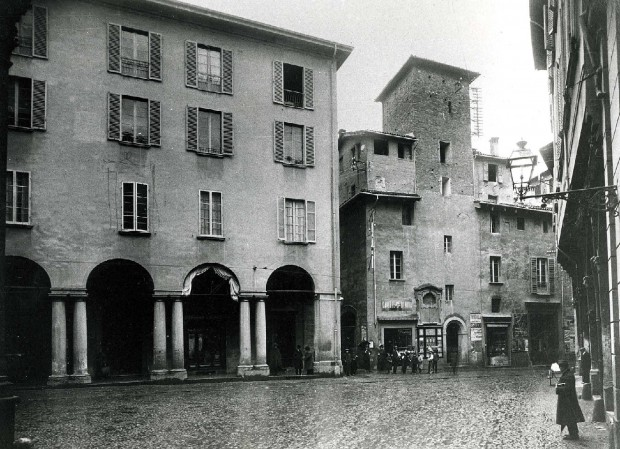
La torre dei Riccadonna in una foto dei primi anni del XX secolo prima di essere demolita

Alla metà del secolo, più precisamente nel 1254, viene ricordato un Marchesino Riccadonna che, dopo essere stato incaricato di pacificare il territorio delle Romagne con un'ambasceria, divenne prima podestà di Modena, poi di Alessandria ed infine Jesi. Ulteriori membri illustri della famiglia ricordati dalla storiografia sono Brandelisio Riccadonna, figlio di Bualello, professore di diritto canonico all'università di Bologna, e un Arpinello che divenne vescovo di Faenza. Per gli anni successivi si registrano solo tre membri anziani della famiglia, tutti menzionati tra il 1321 e il 1326.
La famiglia è soprattutto ricordata per l'imponente torre medievale che fecero costruire come dimora famigliare e che sorgeva nella zona occidentale di piazza della Mercanzia a Bologna, poi abbattuta nel corso del 1919 per lavori di allargamento della viabilità unitamente alla torre Artemisi.

## Personaggi illustri
- Arpinello Riccadonna (...-1279/1280), eletto vescovo di Faenza nel 1278
- Brandelisio Riccadonna (...-1306), canonico bolognese e lettore di diritto canonico presso l'Università di Bologna